# Lil Lotus
John „Elias” Villagran (ur. 1 marca 1994 w Dallas), znany zawodowo jako Lil Lotus (stylizowane na LiL Lotus) – amerykański muzyk, piosenkarz i raper. Wydał jeden solowy album studyjny, cztery solowe EP-ki, 5 EP-ek jako członek alternatywnej grupy hip-hopowej Boyfriendz oraz dwie EP-ki jako członek post-hardcore'owego zespołu If I Die First.
Na początku swojej kariery grał w wielu lokalnych zespołach wykonujących metalcore z Teksasu, karierę solową rozpoczął w 2016 roku pod nazwą Tremor. Po opublikowaniu kilku piosenek na SoundCloud coraz większy wpływ wywarła na niego wschodząca scena emo rapu na tej platformie, co doprowadziło go do przyjęcia pseudonimu Lil Lotus i nawiązania współpracy z członkami i współpracownikami kolektywu GothBoiClique.

## Wczesne życie
John „Elias” Villagran dorastał w Pleasant Grove w Dallas w Teksasie, jego rodzicie byli pobożni i chrześcijańscy. Jego ojciec był muzykiem, który wprowadził młodego Villagrana do wielu stylów muzycznych, w tym jazz, reggaeton i oldies. Lotusa zainspirowały też grupy takie jak Linkin Park i Paramore, a także różne piosenki emo i heavymetalowe, które jego przyjaciel miał pobrane na iPodzie, którego potem ukradł Villagran. 
John został przyjęty do liceum muzycznego i artystycznego oraz zaczął uczyć się gry na gitarze zainspirowany przez swojego ojca. Kiedy miał czternaście lat, on i jego brat grali w lokalnym kościele na żywo religijną muzykę, co doprowadziło ich do założenia chrześcijańskiego zespołu melodyczno-hardcore'owego. Ich pierwszy koncert odbył się w Palladium Ballroom. Później Lotus zaczął grać support na koncertach dla różnych zespołów na lokalnej scenie metalcore, w tym Be//Gotten i Azera, w tym okresie uzależnił się też od narkotyków, takich jak; LSD i Xanax. Kiedy Villagran miał osiemnaście lat, zmarł jego ojciec, co skłoniło go do opuszczenia domu i zamieszkania w swoim samochodzie przez kolejne dwa lata. Spędził większość tego okresu, parkując na podjazdach przyjaciół gdzie przebywał i spał w aucie i rozmawiając z matką raz w miesiącu przez telefon. Po powrocie do domu zaczął utrzymywać rodzinę, organizując lokalne koncerty i pracując na co dzień w fabryce. Narodziny jego syna; Luki doprowadziły go do zaprzestania występowania i grania z zespołami i rozpoczęcia kariery solowej.

## Kariera

### Solowa
Villagran zaczął nagrywać i miksować swoją muzykę solową i przesyłać piosenki online w 2016 roku. W tym czasie występował pod pseudonimem Tremor. Wkrótce zmienił pseudonim sceniczny na Lil Lotus, po tym, jak poznał i zainspirował się brzmieniem członków kolektywu GothBoiClique; Wicca Phase Springs Eternal, Horse Head i Coldhart. Jego kariera zaczęła się rozwijać, gdy opublikował utwory, takie jak „Run Home” i „Scared to Die”, na kanałach YouTube, takich jak Astari. 15 czerwca 2017 wydał EP-kę Bodybag. 14 września 2017 wydał piosenkę „Ur Dad Has A Gun” z udziałem Shinigami. Teledysk do utworu „Bodybag”, w którym występuje raper Coldhart, został wydany 15 stycznia 2018 r. Od 3 marca do 6 kwietnia grał koncerty u boku artysty Nothing,Nowhere podczas jego głównej trasy koncertowej po Stanach Zjednoczonych wraz z Shinigami i Jay-Vee. Między 13 a 31 maja grał supporty na koncertach zespołu Senses Fail podczas ich głównej trasy koncertowej po USA u boku Sharptooth. 10 sierpnia wydał wspólnie z Horse Head EP-kę zatytułowaną „I Did This to Myself”. Wystąpił w piosence „Don't Take Me For Pomegranate” zespołu I Set My Friends on Fire wydanej 6 września. Od 5 do 9 października, wraz z Of Mice & Men, występował z Papa Roach podczas ich krótkiej trasy po Stanach Zjednoczonych. 31 maja 2019 r. wydał wspólnie z I Set My Friends on Fire EP-kę zawierającą jeden cover Villagrana utworu I Set My Friends on Fire oraz jeden cover I Set My Friends on Fire utworu Villagrana a także dwie oryginalne piosenki stworzone we współpracy. 11 grudnia ogłoszono, że Lil Lotus podpisał kontrakt z Epitaph Records, co zbiegło się w czasie z wydaniem singla „Never Get Away”.
3 lutego 2020 roku pojawił się na singlu „Promise” od Tisokiego. 21 lutego wydał piosenkę „I Don’t Like U”. 6 kwietnia wydał utwór „Never Felt Better”. 15 maja wydał EP All My Little Scars, Vol. 1, pierwszą z trylogii EP-ek wydanych w 2020 roku. Wystąpił w piosence „Dead Roses” od Slit, która została wydana 31 lipca. 3 sierpnia wydał EP All My Little Scars Vol. 2. 31 sierpnia wydał ostatnią EPkę w trylogii All My Little Scars. Wystąpił w piosence „So In Love” Danny'ego Goo, która została wydana 4 września 2020 r. 16 lutego 2021 wydał singel „Girl Next Door” z udziałem Lil Aarona. 25 maja wydał singel „Romantic Disaster” z udziałem Chrissy Costanzy i ogłosił wydanie swojego debiutanckiego albumu Errør Bøy. 29 czerwca wydał singel „Think of Me Tonight”. 1 sierpnia wydał singel „Rooftop”. Errør Bøy został oficjalnie wydany 20 sierpnia 2021 r.

### Boyfriendz
Pod koniec 2017 roku Villagran założył grupę Boyfriendz, razem ze Smrtdeath i Lil Aaronem. Wydali swoją debiutancką EP-kę w grudniu 2017 roku. EP została nagrana w ciągu jednej nocy i została wydana w ciągu tygodnia na SoundCloud.
14 lutego 2018 Boyfriendz wydali swoją drugą EPkę; BFZ2.

### If I Die First
W 2020 roku założył zespół If I Die First. Villagran jest w nim głównym wokalistą, towarzyszą mu emo raperzy; Lil Zubin (wokal i keyboard) i Nedarb Nagrom (gitara i wokal), gitarzysta zespołu From First to Last; Travis Richter (gitara i wokal) oraz muzycy wspierający; Ghostemane, Cayle Sain (perkusja) i Nolan Nunes (bas). Ich muzyka została sklasyfikowana jako metalcore, post-hardcore i screamo.
Członkowie zespołu poznali się zarówno przez platformę SoundCloud, jak i bywając razem w klubie muzycznym Richtera w Los Angeles. Swoją nazwę wzięli od EPki raperki z Filadelfii Chynny Rogers; In Case I Die First. Rogers była przyjaciółką Nagroma, zmarła w kwietniu 2020 roku. 8 lipca wydali teledysk do ich debiutanckiego singla „Where Needles And Lovers Collide”, wyreżyserowany był on przez Maxa Becka i Ritchera, ogłosili tym wydanie swojej debiutanckiej EP-ki  o nazwie; My Poison Arms. 10 lipca wydali EP-kę, która składała się z sześciu utworów. Każdy utwór został nagrany przez każdego członka zespołu indywidualnie podczas pandemii COVID-19.
30 marca 2021 zespół ogłosił wspólną EP z grupą SeeYouSpaceCowboy zatytułowaną A Sure Disaster, która zostanie wydana 14 maja 2021 nakładem Pure Noise Records. Wydali także teledysk do wspólnego singla z EPki o nazwie bloodstainedeyes.

## Życie prywatne
Villagran ma jedno dziecko, syna o imieniu Luca. Luca urodził się, gdy Villagran miał dwadzieścia jeden lat, jego matką jest kobieta o imieniu Miranda, z którą był w związku od dziewiętnastego roku życia. Para rozpadała się i kilkakrotnie wracała do siebie, ale ostatecznie zerwała na stałe po dwóch latach relacji. Villagran był w związku z raperką Sage Aquafina, z którą się zaręczył i w 2019 roku kupili razem dom w Dallas. W 2020 roku para rozstała się, co wpłynęło na wiele jego kolejnych piosenek.
W późniejszym okresie kariery Lil Lotus uzależnił się od kokainy i różnych opiatów (głównie oksykodonu i fentanylu). W końcu jednak osiągnął trzeźwość, którą utrzymuje od lata 2019 roku. Po prawie roku trzeźwości powrócił do nałogu przez trzy miesiące, zanim ponownie stał się trzeźwy w kwietniu 2020 r.
U Villagrana zdiagnozowano chorobę afektywną dwubiegunową. Jest również otwarcie biseksualny.

## Styl muzyczny
Wczesna solowa muzyka Villagrana została sklasyfikowana przez krytyków jako emo rap, a magazyn Hysteria okrzyknął go „jednym z największych wpływów gatunku emo-rapu”. Jednak on sam wypiera się tego, woląc mówić, że jego muzyka jest po prostu zaktualizowaną wersją muzyki emo. Jego muzyka często zawiera elementy współczesnego R&B, trapu i pop-punku. Dziennikarz magazynu Dead Press, Tyler Turner, opisał jego muzykę jako „przesuwanie granic współczesnego emo bez zbytniego wpadania w pułapkę instrumentalnej bezczynności”.
Na swoim debiutanckim albumie Errør Bøy, Villagran zbliżył swoją muzykę do pop-punku.
Jego inspiracjami byli m.in.: Red Jumpsuit Apparatus, Saosin, Alesana, Escape the Fate, SeeYouSpaceCowboy, Wicca Phase Springs Eternal, Horse Head i Cold Hart.

## Dyskografia

### Albumy studyjne
| Tytuł     | Informacje                 |
| --------- | -------------------------- |
| Errør Bøy | - Wydany: 20 sierpnia 2021 |

### EP
| Tytuł                       | Informacje                                                                                    |
| --------------------------- | --------------------------------------------------------------------------------------------- |
| Bodybag                     | - Wydana: 51 czerwca 2017 - Wytwórnia: Repost Records - Format: Digital download, streaming   |
| All My Little Scars, Vol. 1 | - Wydana: 15 maja 2020 - Wytwórnia: Epitaph Records - Format: Digital download, streaming     |
| All My Little Scars, Vol. 2 | - Wydana: 3 sierpnia 2020 - Wytwórnia: Epitaph Records - Format: Digital download, streaming  |
| All My Little Scars, Vol. 3 | - Wydana: 31 sierpnia 2020 - Wytwórnia: Epitaph Records - Format: Digital download, streaming |

### Single

#### Jako główny wykonawca
| Tytuł                                             | Rok  | Album                       |
| ------------------------------------------------- | ---- | --------------------------- |
| "Ur Dad has a Gun" (gościnnie: Shinigami)         | 2017 | -                           |
| "Never Get Away"                                  | 2019 | -                           |
| "I Don’t Even Like U"                             | 2020 | All My Little Scars, Vol. 1 |
| "Never Felt Better"                               | 2020 | All My Little Scars, Vol. 1 |
| "Girl Next Door" (gościnnie: Lil Aaron)           | 2021 | Errør Bøy                   |
| "Romantic Disaster" (gościnnie: Chrissy Costanza) | 2021 | Errør Bøy                   |
| "Think of Me Tonight"                             | 2021 | Errør Bøy                   |
| "Rooftop"                                         | 2021 | Errør Bøy                   |

#### Jako wykonawca gościnny
| Tytuł                           | Artysta                  | Rok  |
| ------------------------------- | ------------------------ | ---- |
| "Don't Take Me For Pomegranate" | I Set My Friends on Fire | 2018 |
| "Promise"                       | Tisoki                   | 2020 |
| "Dead Roses"                    | Slit                     | 2020 |
| "So In Love"                    | Danny Goo                | 2020 |

### Współpraca
| Tytuł                                   | Informacje                                                                                 |
| --------------------------------------- | ------------------------------------------------------------------------------------------ |
| I Did This to Myself (z Horse Head)     | - Wydany: 10 sierpnia 2018 - Format: Digital download, streaming                           |
| Online Now (z I Set My Friends on Fire) | - Wydany: 21 stycznia 2019 - Wytwórnia: Death Quartz - Format: Digital download, streaming |
| Bullet (z Nedarb)                       | - Wydany: 21 stycznia 2020 - Format: Digital download, streaming                           |

### Jako Boyfriendz
| Tytuł      | Informacje                                                     |
| ---------- | -------------------------------------------------------------- |
| Boyfriendz | - Wydany: 6 grudnia 2017 - Format: Digital download, streaming |
| BFZ2       | - Wydany: 14 lutego 2019 - Format: Digital download, streaming |

### Jako If I Die First
| Tytuł                                  | Informacje                                                    |
| -------------------------------------- | ------------------------------------------------------------- |
| My Poison Arms                         | - Wydany: 10 lipca 2020 - Format: Digital download, streaming |
| Bloodstainedeyes (z SeeYouSpaceCowboy) | - Wydany: 14 maja 2021 - Format: Digital download, streaming  |